# Kirsten Boie
Nació en 1950 en Hamburgo. Se licenció en Literatura y ejerció de profesora en un instituto durante cinco años. Allí adquirió un gran conocimiento del mundo de los niños y adolescentes, algo que se refleja muy bien en sus libros e historias, realistas y de temas actuales. Actualmente se dedica a escribir libros para niños y jóvenes. Vive con su marido y sus dos hijos en las cercanías de Hamburgo.   

## Otros premios
- 1988 Kalbacher Klapperschlange por Jenny ist meistens schön friedlich (Jenny es la más bella pacífica)
- 2007 Buchliebling en la categoría para menores de 10, el tercer lugar por Der kleine Ritter Trenk
- 2007 Premio Especial de la Premio Alemán de Literatura Juvenil por su trayectoria
- 2008 Nicht Chicago. Nicht hier. (No Chicago. No aquí) es Un libro para la ciudad en Colonia.[1]
- 2008 Gran Premio de la Academia Alemana para la Infancia Volkach Asociación de Literatura

## Obra
- ' ' la papaya (1988)
- Paule ist ein Glücksgriffl (1985)
- Mit Jakob wurde alles anders (1986)
- Opa steht auf rosa Shorts (1986)
- Jenny ist meistens schön friedlich (1988)
- Manchmal ist Jonas ein Löwe (1989)
- Entschuldigung, flüsterte der Riese (1989)
- Lisas Geschichte, Jasims Geschichte (1989)
- Alles total geheim (1990)
- Mit Kindern redet ja keiner (1990)
- Ein Tiger für Amerika (1991)
- Geburtstagsrad mit Batman-Klingel (1991)
- Das Ausgleichskind (1991)
- Moppel wär gerne Romeo (1991)
- Ich ganz cool (1992)
- Schließlich ist letztes Mal auch nichts passiert
- Wir werden auch nicht jünger
- Alles ganz wunderbar weihnachtlich (1992)
- Kirsten Boie erzählt vom Angsthaben (1992)
- Der kleine Pirat (1992)
- Kein Tag für Juli (1992)
- King-Kong, das Geheimschwein (1992)
- King-Kong, das Krimischwein (1992)
- King-Kong, das Zirkusschwein (1992)
- Juli, der Finder (1993)
- King-Kong, das Liebesschwein (1993)
- Lena hat nur Fußball im Kopf (1993)
- Mittwochs darf ich spielen (1993)
- Jeder Tag ein Happening (1993)
- Erwachsene reden, Marco hat was getan (1995)
- Nella-Propella (1994)
- Vielleicht ist Lena in Lennart verliebt (1994)
- Klar, daß Mama Ole/Anna lieber hat (1994)
- Mutter, Vater, Kind (1994)
- Abschiedskuß für Saurus (1994)
- Juli tut Gutes (1994)
- Prinzessin Rosenblüte (1995)

- Juli und das Monster (1995)
- Sehr gefräßig, aber nett (1995)
- King Kong, das Schulschwein (1995)
- Juli wird erster (1996)
- Eine wunderbare Liebe (1996)
- Ein Hund spricht doch nicht mit jedem (1996)
- King Kong, das Reiseschwein (1996)
- Lena zeltet Samstag nacht (1996)
- Lena findet Fan-Sein gut (1997)
- Man darf mit dem Glück nicht drängelig sein (1997)
- Mellin, die dem Drachen befiehlt (1997)
- Krippenspiel mit Hund (1997)
- Der Prinz und der Bottelknabe oder erzähl mir vom Dow Jones (1997)
- Krisensommer mit UR-Otto (1998)
- Du wirst schon sehen, es wird ganz toll (1999)
- Nicht Chicago. Nicht hier. (1999)
- Linnea geht nur ein bisschen verloren (1999)
- Linnea klaut Magnus die Zauberdose (1999)
- Linnea will Pflaster (1999)
- Zum Glück hat Lena die Zahnspange vergessen (2000)
- Nee! sagte die Fee (2000)
- Linnea rettet schwarzer Wuschel (2000)
- Linnea findet einen Waisenhund (2000)
- Wir Kinder aus dem Möwenweg (2000)
- Linnea macht Sperrmüll (2001)
- Der durch den Spiegel kommt (2001)
- Kerle mieten oder das Leben ändert sich stündlich (2001)
- Kann doch jeder sein, wie er will (2002)
- Linnea macht Sachen (2002)
- Sommer im Möwenweg (2002)
- Josef Schaf will auch einen Menschen (2002)
- Linnea schickt eine Flaschenpost (2003)
- Verflixt ein Nix (2003)
- Monis Jahr (2003)
- Geburtstag im Möwenweg (2003)
- Die Medlevinger (2004)
- Was war zuerst da? (2004)
- Lena möchte immer reiten (2005)
- Juli und das Monster (2005), illustriert von Jutta Bauer
- Skogland (2005)
- Weihnachten im Möwenweg (2005)
- Albert spielt verstecken (2005)
- Der kleine Ritter Trenk (2006)
- Prinzessin Rosenblüte. Wach geküsst! (2007)
- Alhambra  (2007)
- Verrat in Skogland  (2008)
- Ein neues Jahr im Möwenweg (2008)
- Seeräubermoses (2009)
- Ich ganz cool  (2009)